# Sant Miquel d'Engolasters
L'església o santuari de Sant Miquel d'Engolasters està situada prop del llogaret d'Engolasters (Escaldes-Engordany) a 1.504 m. i domina tota la vall d'Andorra. Ha estat declarada Bé d'interès cultural.
Per arribar-hi cal agafar la carretera CS-100 un cop passada Escaldes-Engordany i després la CS-200 que porta fins a l'estany d'Engolasters.
L'església està certament isolada, no té cap població a prop ni restes d'habitatges, podria contenir-ne de funeràries relacionades amb la sagrera, ja que no s'ha dut a terme cap excavació arqueològica. Cal destacar que es tracta d’una de les esglésies amb més reconeixement d’Andorra gràcies a diversos elements, com el campanar, que és l’element més destacable, juntament amb les pintures murals que es troben al Museu Nacional d’Art de Catalunya.
El dia 8 de maig és el dia de la festa de la patró, i els fidels hi pugen en processó per celebrar-hi una missa.

## Arquitectura i història
L’art romànic es desenvolupa a l’occident europeu entre els segles x i xiii, després de la desfeta de l’imperi carolingi. Durant el segle xi, el poder dels bisbes d’Urgell s’estén progressivament sobre Andorra. És en aquest context que a Andorra es construeix un gran nombre d’esglésies, que articulen el territori i la seva població.
La hipòtesi més acceptada és que l’església es va construir durant del segle xii, a causa dels elements d’influència llombarda visibles en la seva arquitectura.
La nau és de planta rectangular, és de mides reduïdes i està coberta amb un sostre de fusta a dos vessants, fet a base d’una llosa que es recolza sobre un entramat de bigues i llistons. Per aixecar els murs, els constructors van utilitzar pedres de diverses mides i formes, però les van disposar formant unes fileres força regulars.
L’orientació de l’edifici és l’habitual dels temples romànics: est-oest. Normalment, a l’est s’hi ubica l’absis perquè assenyala cap a la ciutat més sagrada de la terra, Jerusalem, on va viure Jesucrist, i, a més, el sol surt per aquest punt cardinal. A l’absis se situa l’altar, el lloc més sagrat de l’església.
De l’absis semicircular, amb coberta de quart d’esfera, en destaca la decoració llombarda mitjançant un fris d’arcuacions cegues que corona l’estructura arquitectònica. Al mur de l’absis s’obren dos obertures de doble esqueixada, una en un lateral i l’altra al centre, rematades amb un arc de mig punt. Per aquestes finestres penetra la llum cap a l’interior del temple. L’accés d’entrada a la nau se situa al mur sud, amb una porta de dimensions proporcionades al conjunt de l’edifici i emmarcada per un arc de mig punt.
També al segle xii, en plena època llombarda, es construeix un dels elements més destacats del conjunt: el campanar, que sobresurt per l’alçària i la desproporció: 17,5 metres d’alçària i 3 metres d’amplada. El campanar, de planta quadrada, té quatre pisos, i els tres superiors estan decorats cadascun amb una finestra geminada a cada costat. Les finestres inferiors estan coronades amb arcuacions cegues, mentre que les superiors ho estan per una arcuació de mig punt. A l’últim pis hi ha un cap esculpit en pedra tosca a cada costat, un dels pocs testimonis d’escultura monumental romànica a Andorra.

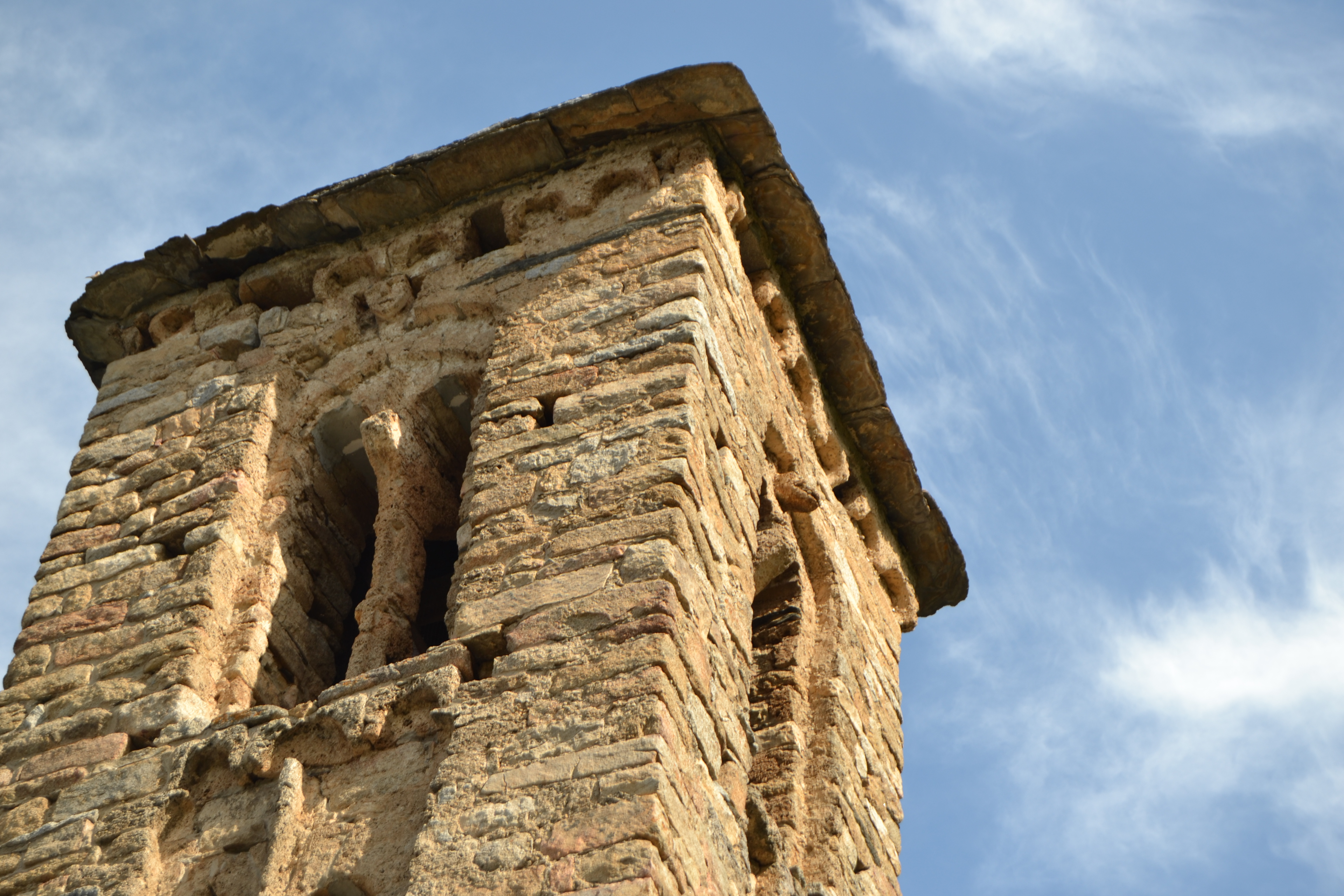
Cara del campanar de Sant Miquel d'Engolasters

La coberta del campanar té forma de piràmide i és a quatre vessants. Alguns estudis històrics han conclòs que el campanar és molt similar al de l’església de Santa Coloma i que, segurament, es tractava d’un mateix equip constructiu; ara bé, per falta de documentació no deixa de ser una hipòtesi. La coberta de la torre del campanar es va refer l’any 1998, ja que un llamp la va destruir. En l’exterior del mur nord de la nau hi havia una línia vertical que anava des de l’absis cap als peus de l’arquitectura, però en la restauració dels anys 1965-1968 es va eliminar. No s’ha documentat cap canvi en l’allargament dels murs ni de la capçalera en el segle XII. El procés de degradació es va accelerar perquè en l’any 1898 aproximadament, es va abandonar l’església i els pastors la van utilitzar per aixoplugar el ramat. L’aspecte que es presenta en l’actualitat correspon a la restauració entre els anys 1965 i 1968, per part del Departament del patrimoni artístic nacional d’Andorra.

A principis del segle xx es van fer algunes intervencions a l’església, poc respectuoses amb l’aspecte original, com l’obertura d’una finestra al mur nord de la nau perquè el visitant pogués observar l’interior de l’església des de l’exterior. També es pot observar la porta, actualment tapiada, que es va obrir al mateix mur. La data de la intervenció, l’any 1902, està gravada a cisell en una pedra tot just a sobre de la porta.

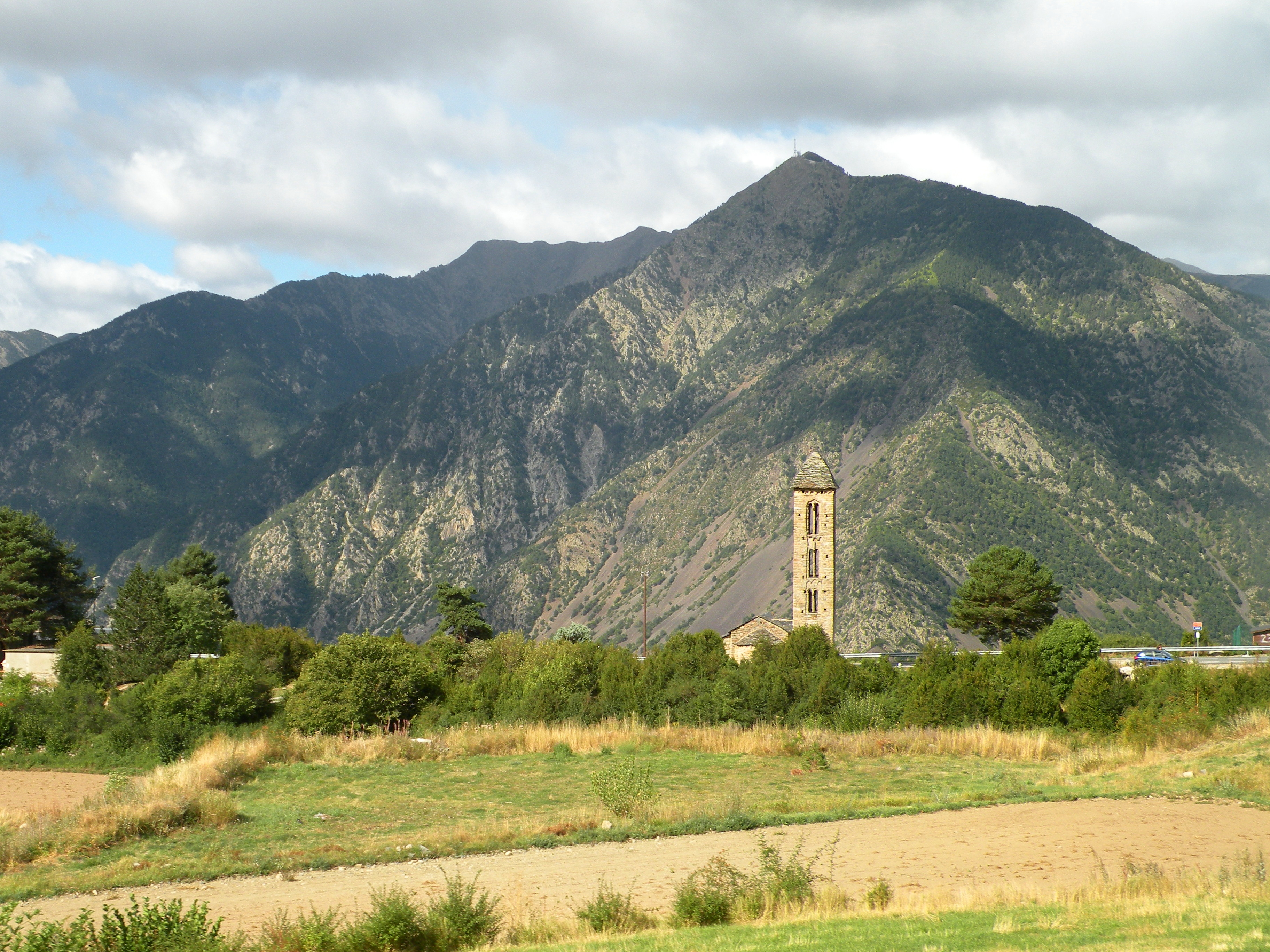
Entorn de Sant Miquel d'Engolasters

Pel mur sud o de migjorn s’accedeix a l’interior del temple per l’entrada original, una senzilla porta emmarcada per un arc de mig punt i que queda arrecerada per un porxo. Aquest pòrtic es va construir en la intervenció de consolidació i restauració efectuada a la dècada dels seixanta del segle xx, però sembla que en substitueix un de més antic, probablement dels segles xvii o xviii.

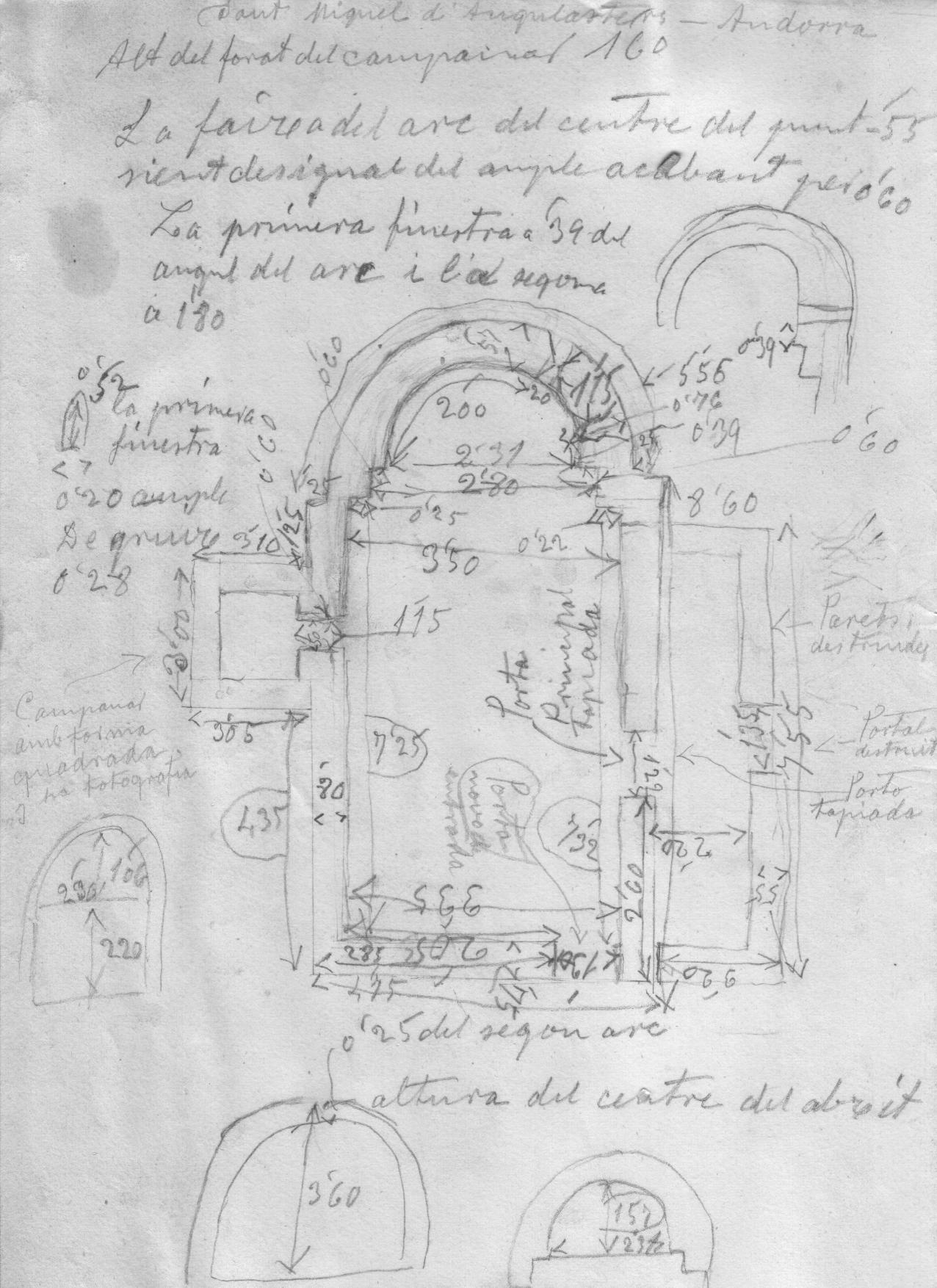
Planta de Sant Miquel d'Engolasters segons Emili Gandia

Els relats de viatgers de principis del segle xx, com el que fa Salvador Armet i Ricard (Barcelona, 1860-1928), comte de Carlet i Castellar, ens revelen en quin estat es trobava l’edifici. L’any 1905, el comte de Carlet explica que almenys l’any 1898 s’havia abandonat el culte a l’església i els pastors la utilitzaven per aixoplugar els ramats, fet que va accelerar el procés de degradació.
L’aspecte actual de l’edifici correspon en gran manera a la intervenció de restauració que va dur a terme el Departament del Patrimoni Artístic Nacional d’Andorra entre els anys 1965 i 1968.

### Interior
A l’interior de l’edifici trobem que els murs estan arrebossats i pintats de blanc, i hi ha una porta per accedir al campanar. El soler actual de la nau és de lloses de pedra; ara bé, segurament no és l’original.
A l’absis hi ha una reproducció dels frescos romànics, que seguirien el mateix estil pictòric de les pintures murals de Santa Coloma, Sant Cristòfol d’Anyós i Sant Romà de les Bons i que originàriament decoraven el temple. En el moment que s’arrenquen les pintures de l’absis, es documenta que tant al mur nord com al sud es conserven unes pintures, però no es coneix ni de quina època eren ni què representaven; actualment, no en queda cap vestigi. El conjunt pictòric que es pot veure a l’interior de l’església és una reproducció de les pintures originals feta l’any 1982, mitjançant les mateixes tècniques i materials que s’havien utilitzat al segle xii.

Les pintures originals van ser arrencades l’any 1922 i traslladades a Barcelona per la Junta de Museus de Barcelona. Actualment, els frescos originals s’exposen al MNAC.

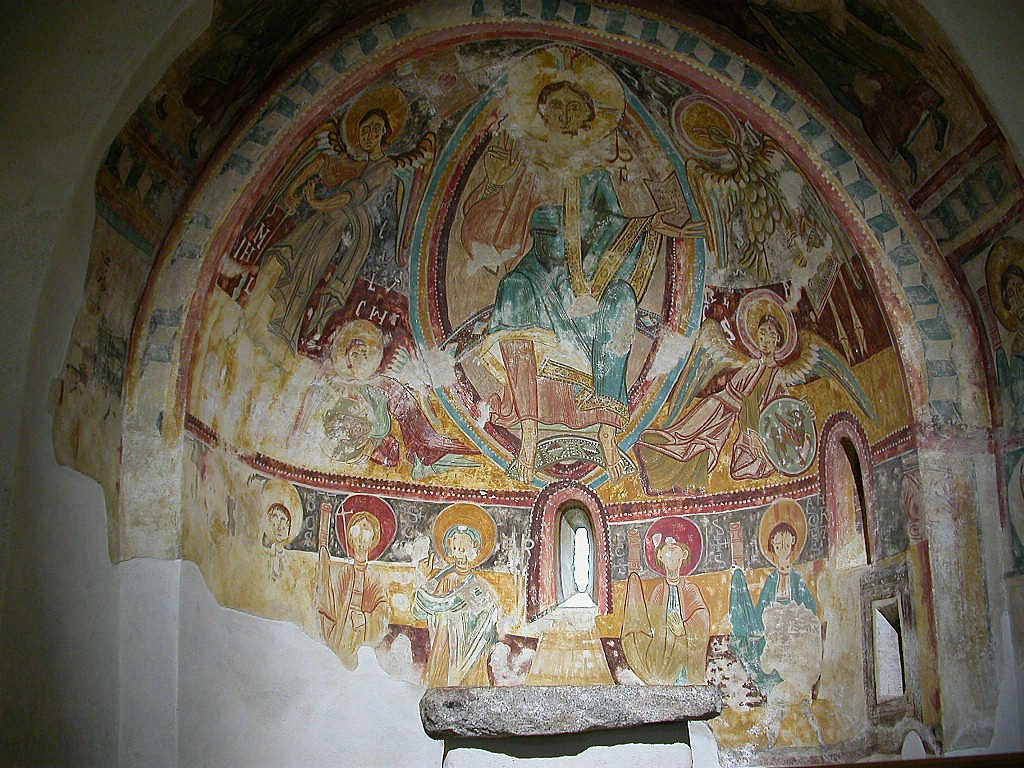
Pintures murals

La representació iconogràfica del conjunt és semblant a la que trobem en diverses esglésies del país: el Crist en majestat amb el tetramorf al quart d’esfera de l’absis, encara que a Engolasters la representació de sant Mateu s’ha substituït pel patró de l’església, sant Miquel, que apareix vencent el mal, representat per un drac. El Crist, que apareix dins d’una màndorla, està assegut i reposa sobre un arc de Sant Martí, representat a base de decoracions geomètriques. La figura de Crist beneeix amb la mà dreta i sosté el llibre de la vida amb l’esquerra. A la seva dreta, i encara dins de la màndorla, hi apareixen la primera i l’última lletres de l’alfabet grec, l’alfa i l’omega, una representació simbòlica molt usual en el romànic que simbolitza que Jesucrist és el principi i el final de totes les coses: “Jo soc l’alfa i l’omega, el primer i l’últim, el principi i la fi de totes les coses” (Apocalipsi 22.13).
Tres bandes paral·leles monocromes amb perlejat separen la volta de l’absis del tambor. A la part del tambor hi veiem set apòstols, que porten el rotlle amb les Sagrades Escriptures a la mà dreta, i algun també està acompanyat del seu atribut. Amb tot, la inscripció del seu nom i els atributs s’han perdut i és molt difícil identificar-los, tot i que se n’han pogut identificar tres: sant Pere, sant Pau i sant Andreu, el nom del qual semblaria que s’hi va afegir posteriorment.
L’arc triomfal que dona accés a l’absis està completament decorat: la part frontal, per una sanefa de dents de serra, i, a l’intradós, per un Agnus Dei sostingut per dos personatges que li reten homenatge. Als peus d’aquests dos personatges una altra tira de sanefa de dents de serra separa una altra escena, en què apareixen dos bustos que tampoc no s’han pogut identificar.

#### Arrencaments de les pintures murals
En 1906, la publicació realitzada pel comte de Carlet la que va ficar a l’església de Sant Miquel d’Engolasters i les seves pintures murals en el paradigma del món de l’art romànic. Va ser arran d’aquest fet que les pintures de Sant Miquel d’Engolasters van cridar l’atenció de Josep Pijuan, que la va afegir dins del segon fascicle de la col·lecció sobre pintura romànica publicat per l’Institut d’Estudis Catalans, i de col·leccionistes que a principis del segle XX buscaven obres com aquesta.
L’arrancament del conjunt pictòric de Sant Miquel d’Engolasters es va autoritzar el 1922 pel bisbe Justí Guitart, un any després que la Junta de Museus de Catalunya fes la petició de compra duta a terme a través de Mossèn Josep Mir. Per al procés d’arrancament de les pintures, Emili Gandia va fer un croquis on explicava les indicacions precises sobre tots els fragments conservats i que s’anaven a arrencar. Aquest croquis dut a terme l’any d’arrancament de les pintures va ser publicat el 2013 per Milagros Guardia i Immaculada Lorés, gràcies a aquesta publicació s’ha vist que en el moment d’arrancament de les pintures també es conservaven fragments pictòrics a la nau de l’església de Sant Miquel d’Engolasters. Malauradament, avui dia ja no es conserven aquests fragments de la nau, només és conserva la part de l’absis. De fet, amb les precisions dels croquis d’Emili Gandia es sap que alguns fragments que avui dia no es conserven, es localitzaven als murs nord i sud de la nau. Cal remarcar que Emili Gandia, en el seu desplaçament a Andorra per dur a terme el trasllat de les pintures, va aprofitar per dur a terme un croquis de la planta i les seves mesures.
Un cop arrencades el 1924, les pintures van ser portades a Barcelona on se’n van exposar al Museu del parc de la Ciutadella amb la intenció de reproduir fidelment l’estructura en forma de l’absis d’on havien estat arrencades. Gràcies a aquesta primera exposició, es conserven uns gràfics en els quals es poden veure parts que abans es conservaven i avui dia no. L’arrencament es va poder fer en una sola peça, el que va provocar que fora necessari realitzar petites reformes i talls per poder traslladar-les i adaptar-les al suport.
Cal destacar que aquestes pintures han patit diversos viatges després de ser portades a Barcelona, com el 1929 que van ser portades al Palau Nacional de Montjuïc. Anys després, el 1937, a causa de la Guerra Civil es va decidir que per protegir les obres calia traslladar-les primer a Sant Esteve Olot i després a París, on van ser exposades en dues exposicions al voltant de l’art català, a la Jeu de Paume i a Maisons Laffitte. Un cop acabada la Guerra, les pintures van ser retornades a Barcelona i va ser el 1942 que van tornar a ser exposades al MNAC fins a l'actualitat.